# Амалия фон Ринек
Амалия фон Ринек (на немски: Amalia von Rieneck) е графиня от Ринек и чрез женитба графиня на Изенбург-Бюдинген-Ронебург в Келстербах, Хесен.

## Биография
Родена е на 29 ноември 1478 година в Ашафенбург, Бавария. Тя е най-малката дъщеря на граф Филип II фон Ринек († 1497) и втората му съпруга Анна фон Вертхайм-Бройберг († 1497), дъщеря на граф Георг I фон Вертхайм († 1453) и графиня Анна фон Йотинген-Валерщайн († 1461), дъщеря на граф Фридрих III фон Йотинген († 1423) и херцогиня Евфемия от Силезия-Мюнстерберг († 1447). По-малка полусестра е на граф Райнхард († 1518), женен за Агнес фон Глайхен-Тона († 1554).
Амалия фон Ринек се омъжва на 19 ноември 1495 г. в Бюдинген за граф Филип фон Изенбург-Бюдинген-Ронебург-Келстербах (* 20 март 1467; † 22 февруари 1526), големият син на граф Лудвиг II фон Изенбург, господар на Бюдинген (1422 – 1511) и графиня Мария фон Насау-Висбаден-Идщайн (1438 – 1480).
От 1517 г. започва наследствена война между тримата братя Филип, Йохан V († 1533) и Дитер II фон Изенбург-Бюдинген († 1521). През 1523 г. замъкът „Ронебург“ преминава към владенията на Филип фон Изенбург-Бюдинген, който основава линията Изенбург-Бюдинген-Ронебург, по-късната Изинген-Ронебург. Замъкът „Ронебург“ става резиденция на тази линия.
Амалия умира през 1543 година.

## Деца
Амалия фон Ринек и граф Филип фон Изенбург-Бюдинген-Ронебург-Келстербах имат децата:
- Антон I (* 2 август 1501; † 25 октомври 1560), граф на Изенбург-Бюдинген-Ронебург в Келстербах (1518 – 1560), женен I. през 1522 г./на 19 октомври 1523 г. за Елизабет фон Вид (1508 – 1542), II. през 1554 г. за Катарина Гумпел (ок. 1530 – 1559)
- Анна (* ок. 1500; † между 31 октомври 1551 и ноември 1557), омъжена на 9 януари 1515 г. за Йохан VII, вилд-и райнграф фон Салм-Кирбург (1493 – 1531)
- Елизабет (* ок. 1508; † 14 май 1572), омъжена на 29 ноември 1528 г. за граф Гюнтер XL фон Шварцбург (1499 – 1552)
- Луиза (Лудовика) († 27 декември 1545), монахиня в Мариенборн (1508), приорес в Мариенборн (1527)
- Катарина (* ок. 1500; † 28 октомври 1545), монахиня в Мариенборн (1508), приорес в Мариенборн (1543)
- Маргарета († 28 октомври 1545), монахиня в Кларентал (1499/1524)